# Kassoum Keïta
Kassoum Keïta est un pasteur chrétien évangélique malien de l'Église évangélique protestante du Mali, né en 1937 à Torosso (cercle de Yorosso, Mali) et décédé le 19 février 2006 à Bamako.

## Biographie
Il se convertit au christianisme après avoir rencontré et écouté le témoignage des missionnaires américains de l'Union mondiale de l'Alliance.
Après avoir fait des études pastorales à l'école Biblique de N'torosso, et passé cinq années dans l’armée (de 1961 à 1966), Kassoum Keïta est ordonné pasteur en 1966. 

### Ministère
Il a commencé son pastorat à l’église centrale de Bamako-Coura en 1966.
De 1966 à 1988, il a été président de l'Église Évangélique Protestante du Mali (EEPM).  Entre 1964 et 2002, il occupe le poste de Délégué Général Adjoint puis de Délégué Général de l’Association des Groupements d’Églises et Missions Protestantes Évangéliques au Mali (AGEMPEM).
Il devient équipier de Campus Pour Christ un mouvement international d'évangélisation en 1974 et de 1976 à 2004 il occupera le poste de Directeur pour le Mali puis de Directeur pour la zone de l'Afrique francophone.
De 1993 à 2000 Kassoum Keïta occupera les fonctions de président de l'Association des Évangéliques d'Afrique (AEA).
Kassoum Keïta, de concert avec ses pairs de l'église catholique et de l'association des musulmans (AMUPI), joua un rôle prépondérant dans la recherche des solutions aux conflits au Mali.
Kassoum Keïta décède le 19 février 2006 des suites d'une maladie, une année après son épouse Koutan Goita.

## Distinctions
Le Briercrest Biblical Seminary de Caronport près de Moose Jaw au Canada lui a décerné un doctorat honoris causa (Doctor of Ministry) en 1994.